# Charlie Day
Charlie Day (New York, 9 februari 1976) is een Amerikaanse acteur. Hij is vooral bekend door zijn rollen in It's Always Sunny in Philadelphia en Horrible Bosses.
Hij is sinds 2006 getrouwd met Mary Elizabeth Ellis.

## Filmografie
- Campfire Stories (2001)
- Third Watch (televisieserie) (2001 - 2004)
- Luis (televisieserie) (2003)
- Love the Neighbor (2005)
- It's Always Sunny in Philadelphia (televieserie) (2005 - 2017)
- A Quiet Little Marriage (2008)
- Going the Distance (2010)
- Horrible Bosses (2011)
- Monsters University (stem) (2013)
- Pacific Rim (2013)
- The Lego Movie (stem) (2014)
- Horrible Bosses 2 (2014)
- Vacation (2015)
- The Hollars (2016)
- Fist Fight (2017)
- I Love You, Daddy (2017)
- Pacific Rim Uprising (2018)
- The Lego Movie 2: The Second Part (stem) (2019)
- The Super Mario Bros. Movie (stem) (2023)
- Honey Don't! (2025)